# Demostracions visuals

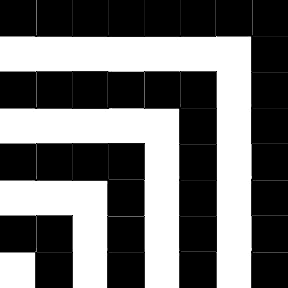
Demostració sense paraules,

Les demostracions visuals, també anomenades demostracions sense paraules, són generalment diagrames o imatges que il·lustren de forma evident la veracitat d’un enunciat matemàtic, sense necessitat de que un text explicatiu les acompanyi. A diferència del que el seu nom suggereix no són considerades matemàticament rigoroses, tot i això són útils per ajudar a intuir com formular o entendre millor la demostració formal. El motiu per el qual no poden ser considerdes demostracions matemàtiques és perquè al ser un dibuix sempre representaran un cas concret del enunciat que demostren, per ser una prova, ha de poder ser generalitzable.

## Història

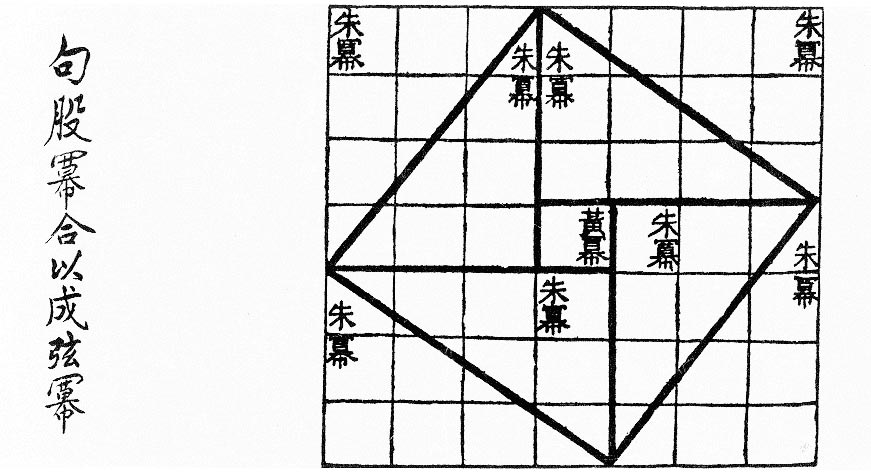
Demostració teorema de Pitàgores Chou Pei Suang Ching.

Les demostracions visuals estan presents al llarg de la història de les matemàtiques. La primera de la que es té constància és la del Teorema de Pitàgores torbada al llibre Chou Pei Suang Ching (500aC -200 aC).
La següent gran contribució va se la obra d'Euclides titulada Elements, on es poden trobar alguns exemples més de demostracions visuals.
Tot i la seva arrel antiga, les demostracions sense paraules s'utilitzen i es creen també en l'actualitat. La revista Mathematics Magazine publica des dels anys 70 una columna amb algunes demostracions visuals.

## Exemples

Demostració sense paraules del teorema de Pitàgoras.

### Teorema de Pitàgores
El Teorema de Pitàgores pot ser provat sense paraules.
Un dels mètodes consisteix en crear un quadrat de costats {\displaystyle a+b}, amb quatre triangle rectangles de costats {\displaystyle a}, {\displaystyle b} i {\displaystyle c} en les cantonades del quadrat, tal que l'espai al mig dels triangles sigui {\displaystyle c^{2}}. Els quatre triangles poden ser reordenats dins del quadrat gran en dos quadrats de {\displaystyle a^{2}} i {\displaystyle b^{2}}.

### Suma de nombres imparells

Demostració visual de la suma de cubs.

L'enunciat que la suma de tots els nombres imparells positius fins a arribar a {\displaystyle 2n-1} és el quadrat {\displaystyle n^{2}} pot ser provat sense paraules com observem en la primera imatge.

### Suma de cubs
La fórmula de la suma de cubs {\displaystyle \sum i^{3}=(\sum i)^{2}} pot ser provada sense paraules com podem observar en la imatge de la dreta.

Projecte creat en el marc de l'assignatura de Fonaments Matemàtics de l'Escola Politècnica Superior d'Enginyeria de Vilanova i la Geltrú, supervisat pel Dr Joan Vicenç Gómez i Urgellés. Per més informació consultar l'instagram de l'assignatura @modelitzaciomatematica on trobareu videos amb més demostracions visuals explicades.